# Гранична крупність класифікації

Грани́чна кру́пність класифіка́ції (рос. граничная крупность классификации, англ. limiting grain-size grade, нім. Trennkorngröße f) — при первинній переробці мінеральної сировини, зокрема при збагаченні — розмір частинок мінералу, імовірність попадання яких до кожного з продуктів класифікації однакова.
По діаграмі визначають засмічення дрібного продукту крупними класами і крупного продукту — дрібними класами. εзл — вилучення зерен крупністю менше d мм у злив, % ; εп — вилучення зерен крупністю більше d мм у піски, % .